# Guðríður Símonardóttir
Guðríður Símonardóttir (1598 - 18 décembre 1682) est l'une des 242 personnes enlevées des îles Vestmann, en Islande, lors des attaques sur les côtes islandaises en 1627 par des corsaires originaires d'Alger et de Salé, et qui sont passées à la postérité sous le nom d'« enlèvements turcs », avant de devenir à sa libération l'épouse de Hallgrímur Pétursson, l'un des plus célèbres poètes d'Islande.

## Biographie
Lors de son enlèvement, Guðríður était l'épouse d'un pêcheur et était mère. Après son enlèvement, elle est vendue par les corsaires comme esclave et concubine en Algérie. Elle est parmi la poignée de captifs dont le roi Christian IV de Danemark parvient à racheter la libération.
Après une décennie, elle arrive ainsi au Danemark, ainsi que quelques autres anciens esclaves, pour réapprendre sa religion et sa langue maternelle. Hallgrímur Pétursson, alors étudiant en théologie, est chargé de cet enseignement. Malgré la différence d'âge, ils tombent amoureux. Après être tombée enceinte de lui, ils partent tous les deux pour l'Islande et vivent dans le village de  Njarðvík dans deux habitats séparés et grâce à des amis évitent la punition (forte amende ou flagellation), l'adultère étant réprimé. Guðríður, qui avait écrit à son mari en 1635 et n'avait pas reçu de réponse, découvrira qu'il s'était remarié, avait eu des enfants et était disparu dans un naufrage. Elle peut alors épouser légalement Hallgrímur.
En 1637, elle met au monde Eyjólfur Hallgrímsson.
Celui-ci fut plus tard nommé pasteur à Hvalsnes, près de Sandgerði, dans la même péninsule.
Ils vivent ensuite à Saurbaer, un petit village islandais situé sur la côte du Hvalfjörður, dont Hallgrímur Pétursson est également le pasteur.
Pendant longtemps, la plupart des Islandais méprisaient Guðríður qu'ils considéraient comme une prostituée et une païenne, d'où son surnom de Tyrkja-Gudda (Gudda la Turque). En outre, le fait qu'elle soit presque  deux fois plus âgée que Hallgrímur était considéré comme honteux.
Après la mort de son époux en 1674, elle vécut avec son fils Eyjólfur à Eyjólfur[Information douteuse] jusqu'à la mort de celui-ci en 1679. Elle retourna ensuite à Saurbær où elle resta jusqu'à sa mort à l'âge de quatre-vingt-quatre ans, le 18 décembre 1682.
En 2001, Steinunn Johannesdottir écrit un livre sur ces aventures, intitulé Reisubók Guðríðar Símonardóttur (Le Voyage de Guðríður Símonardóttir). Le livre est resté sur la liste des best-sellers en Islande pendant des mois. Selon cette auteure, son mari « ne serait pas devenu ni l'homme ni le poète si cette femme ne l'avait accompagné toute sa vie durant ».